# Steve Sidwell
Steven James Sidwell (Wandsworth, London, 1982. december 14. –) angol labdarúgó, 2014 óta a Stoke City játékosa.

## Pályafutása

### Arsenal
Sidwell tagja volt annak az Arsenal ificsapatnak, amelyik 2000-ben és 2001-ben megnyerte az ifi FA Kupát. A kölcsönszerződése sikeres volt a Brentfordnál és a Brighton & Hove Albionnál, de az Arsenal első csapatába nem sikerült beverekednie magát.

### Reading
Sidwell 2003 januárjában írta alá négy és fél éves szerződését a Readingnél. Részese volt a csapat Championship-győzelmének a 2005-06-os kerettel. 2006 áprilisában csapata megszerezte Az év Championship csapata címet.
2006 nyarán visszautasított egy szerződési ajánlatot, így el kellett volna adni az Evertonnak, a Charltonnak, vagy a Manchester Citynek, mert a szerződése lejárt volna a 2006-07-es szezon végén. A szezon utolsó mérkőzése után a Reading menedzsere, Steve Coppell beleegyezett, hogy Sidwell elhagyja a klubot.

### Chelsea
Sidwell 2007. június 1-jén csatlakozott a 9-es számmal együtt a Chelsea-hez.
Első meccsét a Club América 2–1 legyőzésével játszotta Kaliforniában, a Chelsea 2007-es amerikai edzőtáborában. A Premiershipben először a Birmingham City ellen játszott 2007. augusztus 17-én Florent Malouda cseréjeként a 83. percben. A mérkőzés 3–2-es győzelemmel zárult. Sidwell 2007. szeptember 26-án debütált a Ligakupában a Hull City 4–0-s legyőzésével a 3. körben.

### Aston Villa
2008. július 10-én Sidwell 5 éves szerződést írt alá az Aston Villánál 5 millió font ellenében. Ő volt a csapat első nyári igazolása.

## Külső hivatkozások
- Sidwell karrierjének statisztikái
- Sidwell weboldala